# هرباریوم

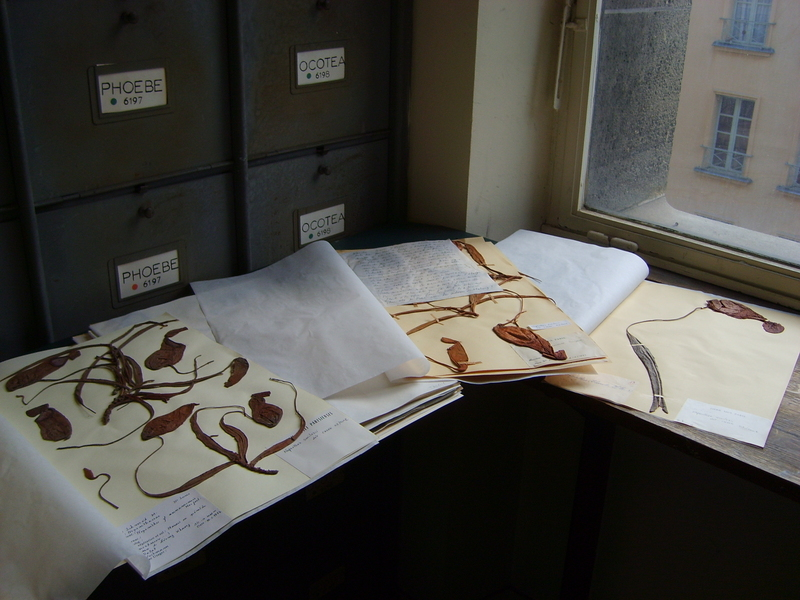
هرباریوم از انواع مختلف گیاهان پارچ در موزه تاریخ طبیعی در پاریس ،فرانسه

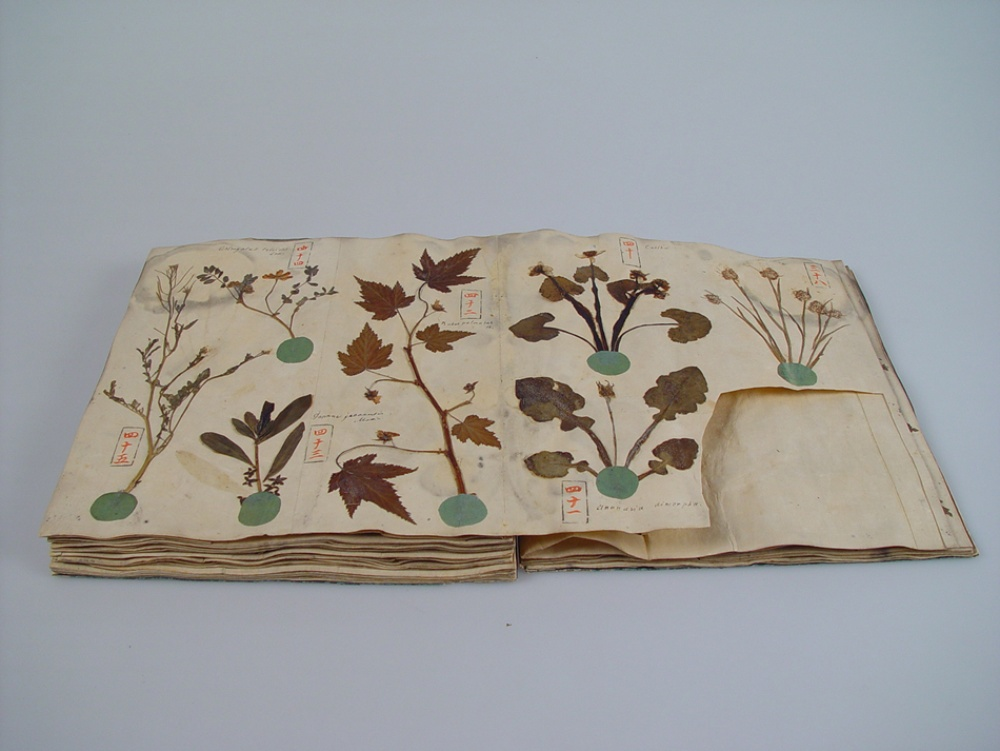
هرباریوم با گیاهان ژاپنی، ۱۸۲۵

گیاکده (گیاه‌کده) یا هرباریوم مجموعه‌ای از گیاهان خشک و حفظ شده و اطلاعات مربوط به آن‌ها است که برای مطالعات علمی استفاده می‌شود. این اصطلاح را می‌توان در مورد ساختمان یا اتاقی که مجموعه در آن نگهداری می‌شود یا موسسه‌ای که نه تنها از آنها نگهداری می‌کند بلکه از آن‌ها استفاده هم می‌کند، به‌کار برد.
نمونه می‌تواند گیاهان کامل یا قسمتی از گیاهان باشد که معمولاً خشک شده و روی یک ورق یا کاغذ چسبانده شده‌است، همچنین بسته به مورد ممکن است در جعبه‌هایی ذخیره شده یا در الکل و دیگر مواد نگهدارنده قرار داده شده باشد. نمونه این مجموعه اغلب در توصیف آرایه‌های گیاهی به عنوان منبع استفاده می‌شوند، بعضی از نمونه‌ها ممکن است انواع باشند.